# Katedrála svatého Stanislava a svatého Václava (Svídnice)
Katedrála svatého Stanislava biskupa a mučedníka a svatého Václava mučedníka ve Svídnici je původně gotický farní kostel, od 25. března 2004 povýšený na katedrálu Svídnické diecéze. Nachází se na náměstí Jana Pavla II. v jihovýchodní části města Svídnice v Dolnoslezském vojvodství. Katedrála je jednou z nejvýznamnějších památek města. Dekretem prezidenta Andrzeje Dudy z 15. března 2017 byla katedrála zařazena na seznam historických památek Polska.
Katedrála patří k největším kostelům v Dolním Slezsku. Svou výškou 101,21 m je v současnosti nejvyšší v celém Slezsku.

## Historie
Kostel byl postaven ve 14. století na příkaz knížete Boleslava II. Malého po požáru staršího dřevěného kostela stojícího na tomto místě. Stavba byla údajně zahájena v roce 1330 a legenda praví, že základní kámen položil sám kníže. V letech 1400–1410 byly provedeny přístavby kostela a v roce 1546 byla dokončena rekonstrukce po požáru v roce 1532.

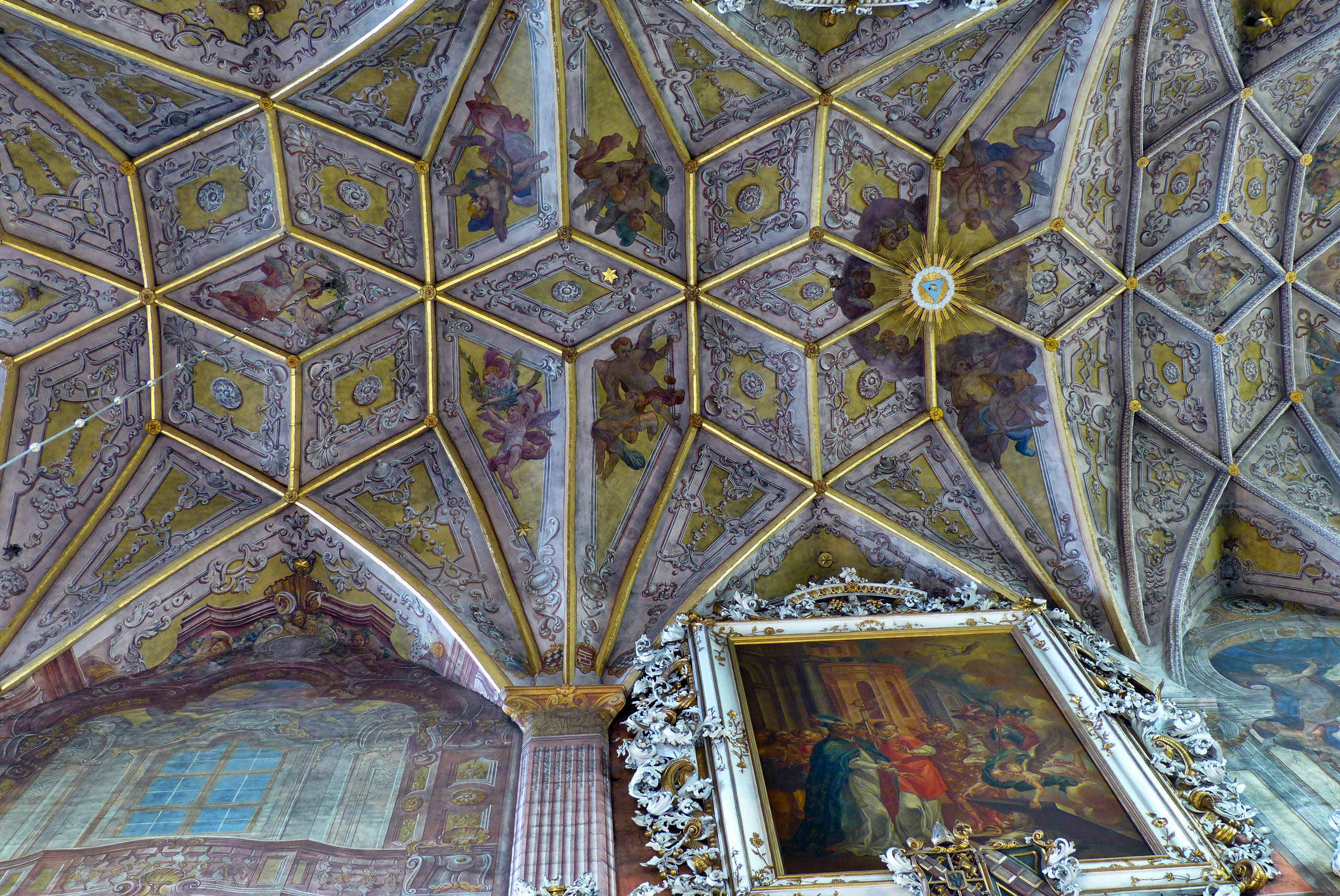
Klenutý strop katedrály

V letech 1561–1629 kostel využívali evangelíci a v roce 1662 převzali patronát nad kostelem jezuité, kteří na přelomu 17. a 18. století interiér zbarokizovali. Po zrušení jezuitského řádu byl kostel v letech 1757–1772 se svolením pruských úřadů přeměněn na skladiště obilí. Při rekonstrukci v letech 1893–1895 přišel o mnoho původních architektonických prvků.
Dne 25. března 2004 se na základě buly Totus Tuus Poloniae Populus papeže Jana Pavla II. o zřízení svidnické diecéze kostel stal katedrálou svidnické diecéze.
Z dochovaných prvků středověkého mobiliáře je nejcennější gotický polyptych z roku 1492 s výjevem Zesnutí Panny Marie, který zhotovil pravděpodobně žák Veita Stosse. V interiéru se nachází také Pieta z doby kolem roku 1420. Před katedrálou stojí sloup svatého Floriána z roku 1684.